# 青桥驿镇
青桥驿镇，是中华人民共和国陕西省汉中市留坝县下辖的一个乡镇级行政单位。

## 行政区划
青桥驿镇下辖以下地区：
青桥铺村、大蚂蟥沟村、蔡家坡村、麻家沟村、新开岭村、两岔河村、十二元沟村、铁炉村、社火坪村和狮子坝村。